# Mycoplasma primatum
Mycoplasma primatum è una specie di batterio appartenente alla famiglia delle Mycoplasmataceae.